# Abbaye de Middelbourg
L' abbaye de Middelbourg (en néerlandais : Onze-Lieve-Vrouwe-abdij ou abbaye Notre-Dame) est une ancienne abbaye située à Middelbourg en Zélande, qui abrite le bâtiment du gouvernement provincial depuis 1812 et le musée de la Zélande depuis 1972.
Le complexe est situé au milieu de la ville et se compose d'un bâtiment plus ou moins circulaire avec quatre grandes tours et une petite ainsi que plusieurs portes délimitant une place en son centre, l'Abdijplein, ombragée avec de grands arbres. Une partie de l'abbaye est constituée de la tour de l'abbaye, appelée Lange Jan, et de deux églises, la Koorkerk (nl) et la Nieuwe Kerk (Middelbourg) (nl).

## Histoire
Les moines possédaient un monastère à Middelburg depuis 1100. En 1127, les Prémontrés de l'abbaye Saint-Michel d'Anvers s'y installèrent. En 1401, l'abbaye passe directement sous l'autorité du pape. L'un des abbés était Nicolaas van der Burch (Nicolaas de Castro), qui fut nommé premier évêque du diocèse nouvellement établi de Middelbourg en 1559 (dont la cathédrale devint l'église Saint-Pierre ou Noordmonsterkerk (nl)).
En 1574, la vie monastique prit fin après le long siège de Middelbourg (1572-1574), qui conduisit finalement à la capitulation de la ville catholique pro-espagnole. Malgré les assurances de Guillaume d'Orange selon lesquelles le clergé serait laissé tranquille, la foi catholique fut interdite et l'abbaye qui s'y trouvait fut fermée de force.
L'abbaye fut alors rebaptisée Het Hof van Zeeland (La Cour de Zélande) et reprise par le gouvernement régional de Zélande. L'abbaye servait de siège aux États de Zélande et aux Gecommitteerde Raden ainsi qu'à plusieurs organismes administratifs connexes, tels que l'Amirauté de Zélande, et elle abritait également d'autres institutions régionales telles que la Monnaie et la Cour des comptes. Leur salle de réunion fut entièrement rénovée en 1784-1785 par l'architecte paysagiste zélandais Coenraad Kayser.
Le gouvernement provincial de Zélande est installé dans ces bâtiments depuis 1812 et le complexe est également connu sous le nom de Provinciehuis (ou Maison provinciale). Le complexe a été restauré à plusieurs reprises, la dernière fois après les ravages causés par l'incendie qui a suivi le bombardement de Middelbourg (nl) le 17 mai 1940. Jusqu'à la fin du XXe siècle, il abritait également plusieurs services gouvernementaux, tels que le cadastre et les Archives nationales de Zélande. Depuis 1972, le Musée de Zélande est installé dans une partie du complexe et, en 1986, le Centre d'études Roosevelt (Roosevelt Institute for American Studies) a été installé dans une autre partie.